# Partikongress
Partikongress, med detta eller andra namn, är det högsta beslutande organet i många politiska partier. Företrädare för partiet runt om i landet deltar på partikongressen och beslutar där om partiets linje i olika frågor. Politiska partier är åtminstone i Sverige ideella föreningar, och dessa möten motsvarar det som i sådana föreningar vanligen kallas årsmöte.
Partikongresser arrangeras ofta vartannat år.
Benämningen kongress för årsmöte har historiskt främst använts av rörelser till vänster om den politiska mitten. För vissa socialistiska befrielserörelser har benämningen varit så central att den blivit del i partinamnet (se bl.a. ANC och Kongresspartiet). Namnet används även för andra ideella föreningar och förbunds årsmöten. Bland annat Svenska FN-förbundet, IOGT-NTO och Sveriges Schackförbund.
Likaså för de fackliga centralorganisationerna LO, TCO och Saco och deras medlemsförbund samt andra organisationer inom arbetarrörelsen, ex. Sveriges socialdemokratiska ungdomsförbund och Unga örnar.

## Olika namn
Namnet varierar mellan olika partier:
- Kongress – Miljöpartiet de gröna,[6] Vänsterpartiet[7]
- Landsdagar – Sverigedemokraterna[8][9]
- Landsmöte – Liberalerna[2]
- Partidag – Svenska folkpartiet i Finland
- Partikongress – Socialdemokraterna (Sverige),[3] Socialdemokraterna (Finland), Kristdemokraterna (Finland), Vänsterförbundet[10]
- Partistämma – Centerpartiet,[4] Moderata samlingspartiet,[11] Centern i Finland, Samlingspartiet[12]
- Riksting – Kristdemokraterna (Sverige)[5]